# Con el dedo en el gatillo
Con el dedo en el gatillo es una película de Argentina en blanco y negro dirigida por Luis José Moglia Barth según guion de Homero Manzi y Ulyses Petit de Murat que se estrenó el 19 de junio de 1940 y que tuvo como protagonistas a Sebastián Chiola, Alita Román, Pedro Maratea, Nuri Montsé, Oscar Valicelli y José Otal. La película está inspirada en la vida del anarquista Severino Di Giovanni y en ella se nota la influencia del filme Scarface.

## Producción
Cuenta Claudio España que en esta película se usaron por primera vez armas de fuego verdaderas, custodiadas por la policía. En la escena en que se mata a un perro el animal estaba atado con una soga muy larga por el cuello por lo que al sonar un tiro se asustó y salió corriendo y al quedar tirante la soga dio dos vueltas. Con un ruido de bala en la banda sonora y una imagen del perro ensangrentado -en realidad estaba durmiendo- quedó completa la escena sin dañar al animal.

## Sinopsis
La historia de un hombre que delinque con fines políticos a quien la policía persigue hasta abatirlo. La película tenía algunos datos de ingenio como hacer aparecer al personaje del filme frente a un afiche de Scarface o indicar que el padre le había puesto de nombre Salvador, para que cuidara y "salvara" a sus hermanos.

## Reparto
Participaron del filme los siguientes intérpretes:
- Sebastián Chiola ...Salvador Di Pietro
- Alita Román ...Rosa
- Pedro Maratea ...Marú
- Nuri Montsé ...Aurora Aguirre
- Oscar Valicelli ...Américo
- José Otal ...Aquiles Bertozzi
- Cayetano Biondo ...Pólvora
- Ernesto Villegas ...Jeremías, vendedor de biblias
- Pablo Cumo ...	Policía
- Emilio Gola ...Miguel
- José Antonio Paonessa ...Comisario
- Joaquín Petrocino ...Delincuente
- Elvira Quiroga ...Madre de Salvador
- Marino Seré ...Falsificador
- Juan Vítola

## Comentarios
La crónica de La Nación señaló: "Escasa repercusión emotiva en el espectador...Los libretistas han proporcionado una obra de acción movida, con notas de melodramismo policial" y Roland escribió: "Desconcertante film policial...no hay hondura en el relato ni profundidad en sus personajes".